# Мариньяна
Мариньяна (фр. Marignana, корс. Marignana) — коммуна во Франции, находится в регионе Корсика. Департамент коммуны — Южная Корсика. Входит в состав кантона Севи-Сорру-Чинарка. Округ коммуны — Аяччо.
Код INSEE коммуны — 2A154.

## Население
Население коммуны на 2008 год составляло 105 человек.
| 1962 | 1968 | 1975 | 1982 | 1990 | 1999 | 2008 |
| ---- | ---- | ---- | ---- | ---- | ---- | ---- |
| 87   | 150  | 105  | 90   | 120  | 101  | 105  |

## Экономика
В 2007 году среди 55 человек в трудоспособном возрасте (15—64 лет) 26 были экономически активными, 29 — неактивными (показатель активности — 47,3 %, в 1999 году было 60,8 %). Из 26 активных работали 24 человека (17 мужчин и 7 женщин), безработных было 2 (1 мужчина и 1 женщина). Среди 29 неактивных 3 человека были учениками или студентами, 17 — пенсионерами, 9 были неактивными по другим причинам.